# Comté de Tompkins
Pour les articles homonymes, voir Tompkins.
Le comté de Tompkins (en anglais : Tompkins County) est l'un des 62 comtés de l'État de New York, aux États-Unis. Le siège du comté est Ithaca. Le nom du conté vient de Daniel D. Tompkins, vice-président des Etats-Unis et gouverneur de l'État de New York.

## Comtés adjacents
- Comté de Cayuga, au nord
- Comté de Seneca, au nord-ouest
- Comté de Schuyler, à l'ouest
- Comté de Chemung, au sud-ouest
- Comté de Tioga, au sud-est
- Comté de Cortland, à l'est

## Démographie
La population du comté s'élevait à 105 740 habitants au recensement de 2020.
| Groupe                           | Comté de Tompkins | New York | États-Unis |
| -------------------------------- | ----------------- | -------- | ---------- |
| Blancs                           | 72,6              | 66,8     | 72,4       |
| Afro-Américains                  | 4                 | 15,9     | 12,6       |
| Asiatiques                       | 10                | 7,3      | 4,8        |
| Amérindiens                      | 0,2               | 0,6      | 0,9        |
| Autres                           | 6,5               | 7,5      | 6,4        |
| Hispaniques et Latino-Américains | 6,7               | 17,6     | 16,7       |
| Total                            | 100               | 100      | 100        |